# 테슬라 모델 S

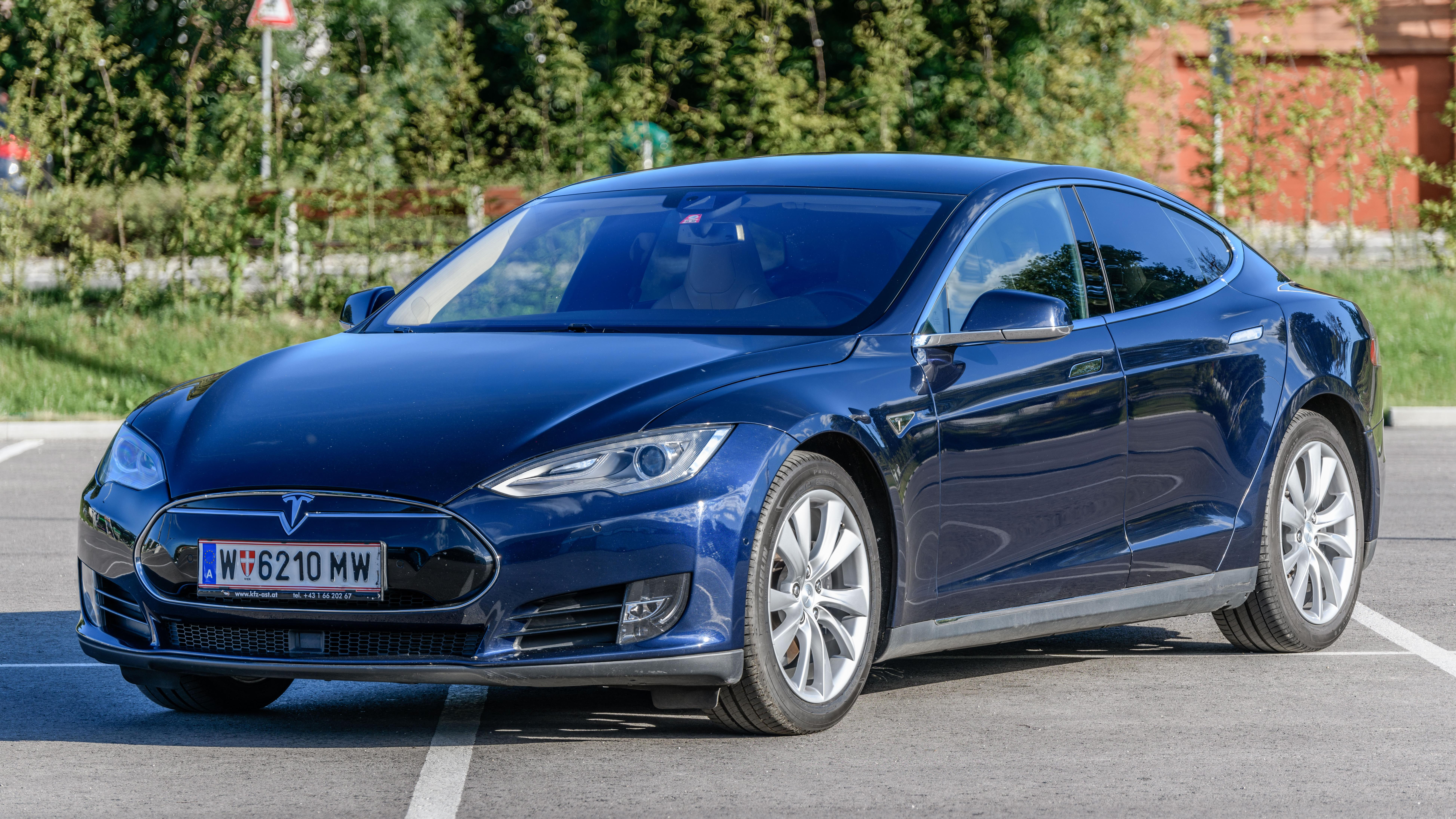
테슬라 모델 S(전기형) 정측면

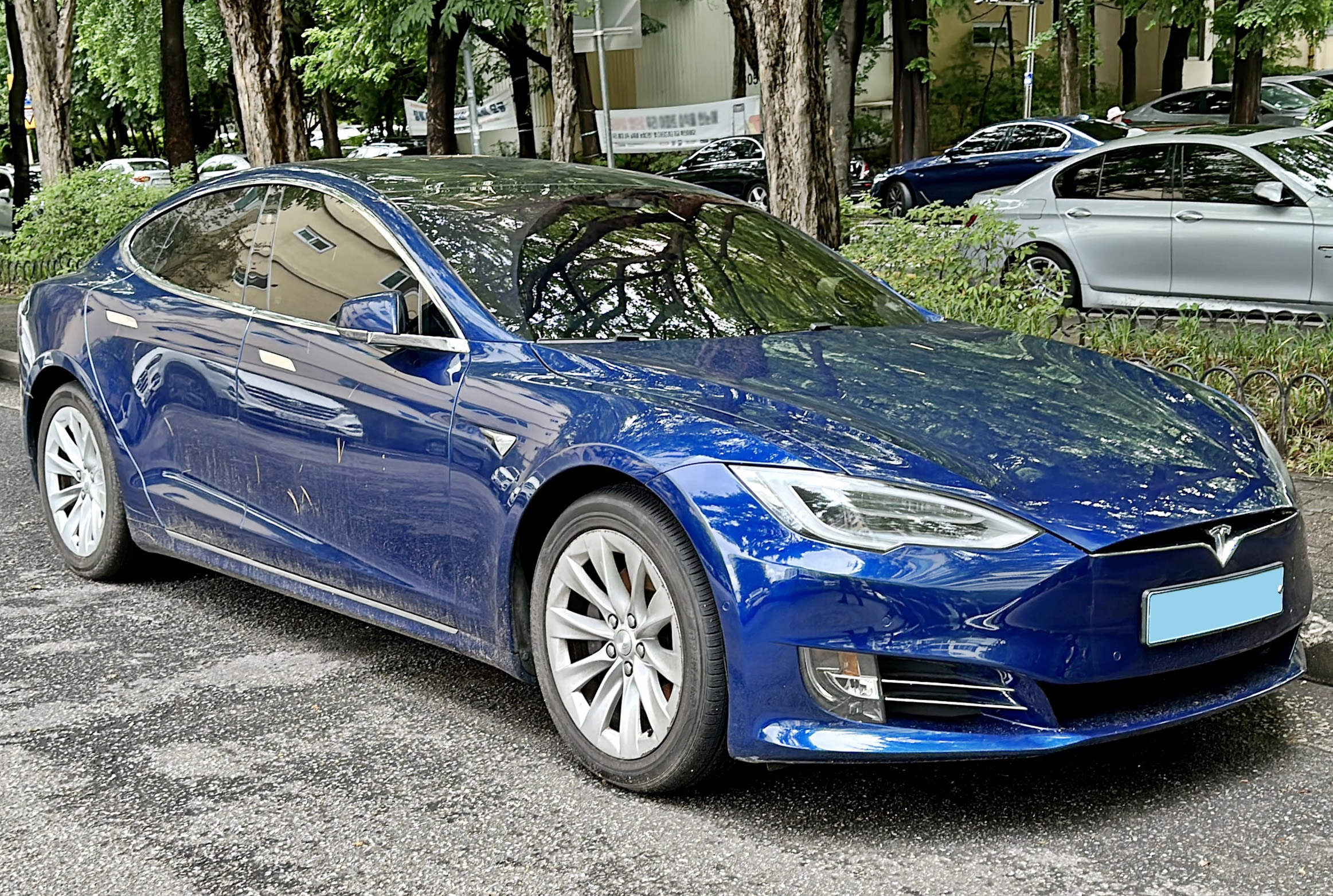
테슬라 모델 S(중기형) 정측면

테슬라 모델 S는 테슬라가 생산하는 준대형 세단 형태의 력셔리 전기자동차이다.

## 역사
2009년 프랑크푸르트 모터쇼에 프로토타입이 최초로 공개되었으며, 2012년부터 미국 소비자들에게 양산차가 인도되기 시작했다.

## 성능
기존의 전기자동차들이 1회 충전으로 100 km를 주행하는데 비해, 테슬라 모델 S는 426 km로 기존 가솔린 승용차의 주행거리를 달성했다.

## 인기
2012년 테슬라 모델 S은 시장에서 엄청난 호평을 받았으며, 2013년 테슬라 모터스의 주가는 이 전기차로 인해 328%나 급상승했다. 2013년 모델S는 소비자 전문지 컨슈머 리포트의 미국 최고의 자동차로 선정되었다.
7만1000달러(7500만원)의 고가임에도 불구하고, 미국에서 22,477 대가 판매되어 닛산 리프에 이어 순수 전기차 부문에서 판매 순위 2위를 기록했다.

## 사건 및 사고
2016년 5월 7일, 사상 최초로 테슬라 모델S의 오토파일럿으로 미국 플로리다주에서 운전중이던 운전자가 충돌사고로 사망함으로써 해당 기술에 대한 조사가 미국 교통부에 의해 이루어졌다. 이 사건으로 자동주행의 안전성 및 실용성에 대한 재조명이 이루어지며 세계 언론의 주목을 샀다.

## 자동차 산업
전기자동차는 고가의 배터리 가격과, 장시간의 배터리 충전시간, 턱없이 부족한 배터리 충전소의 문제로, 기존의 가솔린, 경유 자동차를 대체할 수 없다는 것이 통설이었으나, 닛산 리프와 테슬라 모델 S의 미국 시장에서의 돌풍은, 그러한 비판론이 터무니없다는 것을 실증하는 것이어서, 자동차 산업계 전체가 일종의 충격으로 받아들이고 있다.
닛산 리프와 테슬라 모델 S는 전세계 대부분의 전기자동차에서 사용하는 기존의 배터리를 그대로 사용하고 있다.
산업연구원(KIET) 이항구 기계·전자산업팀장은 "세계 각국의 환경 규제가 강화되는 탓에 전기 동력으로 움직이는 차량 개발은 피할 수 없는 추세가 됐다"며 "경쟁력 있는 전기차를 양산하지 못하는 업체는 10년 내 글로벌 시장에서 도태될 것"이라고 말했다.